# Ash-Shu'ara
Ash-Shu'ara (I Poeti) è la ventiseiesima Sura del Corano, una sura meccana composta da 227 versetti. Questa sura prende il nome dai versetti finali, che menzionano i poeti, ma il contenuto principale si concentra sulle storie dei profeti e sul loro confronto con i loro popoli. La sura sottolinea l'importanza della rivelazione divina e l'opposizione che i profeti hanno affrontato nella loro missione.

## Contenuto

### Introduzione
Versetti 1-9: La sura inizia con le lettere misteriose "Ta, Sin, Mim" e prosegue con una riflessione sulla natura del Corano come rivelazione chiara e come guida. Si ribadisce che il Profeta Muhammad è addolorato per la persistente incredulità dei suoi concittadini, ma viene consolato con l'affermazione che i segni di Allah sono evidenti.

### Storie dei Profeti
La sura presenta una serie di narrazioni su diversi profeti, evidenziando le somiglianze nel loro messaggio e nell'opposizione incontrata.

#### Mosè (Musa) e Aronne (Harun)
Versetti 10-68: La storia inizia con Allah che comanda a Mosè di andare dal Faraone e chiedere la liberazione dei figli d'Israele. Mosè e Aronne sono inviati con segni miracolosi, ma il Faraone e i suoi consiglieri li accusano di stregoneria. Dopo varie prove, tra cui la trasformazione del bastone di Mosè in un serpente, il Faraone e i suoi seguaci vengono infine puniti con l'annegamento nel Mar Rosso.

#### Abramo (Ibrahim)
Versetti 69-104: La narrazione di Abramo si concentra sulla sua opposizione all'idolatria e sul suo dialogo con suo padre e il suo popolo. Viene raccontato l'episodio della distruzione degli idoli e della sua salvezza dal fuoco in cui era stato gettato come punizione. Abramo sottolinea l'unicità di Allah e la follia dell'idolatria.

#### Noè (Nuh)
Versetti 105-122: La storia di Noè illustra il suo lungo sforzo di predicare al suo popolo l'unicità di Allah e il pentimento. Nonostante i suoi sforzi, il suo popolo lo rifiuta e viene infine distrutto dal diluvio, mentre Noè e i credenti vengono salvati.

#### Hud
Versetti 123-140: Hud viene inviato agli 'Ad, un popolo potente ma arrogante. Come altri profeti, Hud invita il suo popolo al monoteismo e all'abbandono della superbia, ma viene deriso e rifiutato. Di conseguenza, gli 'Ad vengono distrutti da un vento impetuoso.

#### Salih
Versetti 141-159: Salih viene inviato ai Thamud, che vivono in una regione prospera ma si sono allontanati dalla retta via. Salih offre loro il segno della cammella miracolosa, ma essi uccidono la cammella e vengono puniti con un terremoto.

#### Lot (Lut)
Versetti 160-175: Lot viene inviato a Sodoma e Gomorra, città conosciute per la loro immoralità. Nonostante i suoi avvertimenti, il popolo rifiuta di cambiare il proprio comportamento e viene distrutto da una pioggia di pietre.

#### Shu'ayb
Versetti 176-191: Shu'ayb viene inviato a Madian, dove la gente è coinvolta in pratiche commerciali disoneste. Shu'ayb esorta il suo popolo alla giustizia e alla rettitudine, ma viene rifiutato e deriso. Di conseguenza, il popolo di Madian viene distrutto da una nuvola oscura che porta un castigo divino.

### Conclusione e Riflessioni sui Poeti
Versetti 192-227: La sura conclude con un'asserzione sull'autenticità del Corano e sulla missione del Profeta Muhammad. Viene sottolineata la differenza tra i poeti, che spesso divagano e non agiscono secondo la guida divina, e i veri credenti che seguono la retta via. I poeti sono descritti come seguaci delle passioni e spesso privi di coerenza morale, mentre i credenti sono esortati a mantenere la fede e la rettitudine.

## Contenuto
La Sura Ash-Shu'ara è significativa per la sua dettagliata narrazione delle storie profetiche e per l'enfasi sul messaggio unificato di tutti i profeti. Essa serve a rafforzare la fede dei credenti, ricordando loro che le difficoltà e l'opposizione sono parte integrante della missione profetica, ma che la vittoria e la salvezza sono riservate ai fedeli.
Inoltre, la sura offre una critica dei poeti che si allontanano dalla verità divina, invitando i musulmani a seguire una vita di integrità e devozione. La Sura Ash-Shu'ara, con le sue storie e i suoi ammonimenti, rappresenta una fonte di ispirazione e una guida morale per la comunità islamica.